# 福建中學（小西灣）
福建中學（小西灣）（英語：Fukien Secondary School (Siu Sai Wan)；簡稱「小福」）為一所香港的津貼中學，於1998年創立。

## 歷史
此校由香港福建商會申辦，原意在於安置福建中學的正校或分校。經以往多次校舍競投後，此項申請於1997年7月獲得批准，並獲分配小西灣現址的新建校舍。然而，由於校舍只可用作開辦津貼中學，因此辦學團體決定改為先行創辦一間新校，再安排屬私立性質的分校併入。
其後，此校於1998年9月創立，首屆錄取中一及中四各6班，共401名學生。至於四個未使用的課室，則借出予「福建中學分校」中學部作預備合併之用，而該校所有學生亦從北角七姊妹道舊址改至此校舍上課。同年12月19日，此校舉行揭幕典禮，由時任特首董建華主禮。
經過一年過渡期後，「福建中學分校」的中學部於1999年正式併入此校，而小學及幼稚園則提早一年結束。來自該校中學部的未畢業學生，自1999/2000學年起均可免繳學費，就讀至畢業為止。

## 班級與課程
此校目前每級均設4班，共有24班，主要以中文授課（不包括英文科、初中綜合科學、數學(精英班)及初中音樂科）。
而在高中選修科目方面，此校一共開設14科，包括*化學、*物理、*生物、數學延伸部分（二）、地理、企會財、中國歷史、資訊及通訊科技、旅遊與款待、視藝、健康管理與社會關懷、經濟及中國文學。
*於2025年起，科目會逐年改用英文教學及考核

## 畢業典禮
福建中學（小西灣）為其中一間要求中六學生在畢業典禮中穿著夏季校服時須在短袖裇衫上打上校呔，並沒有在日常上課日要求的中學。

## 歷任管治人員

### 校監
此校校監亦同時兼任香港福建商會其他屬校校監，詳列如下：
- 黃光漢先生，SBS，JP（1998年-2007年7月6日，創校校監）（任內離世）
- 黃周娟娟女士（2007年7月7日-2023年；為上任校監黃光漢夫人）
- 顏金煒先生（2023年起，現任校監）

### 校長
- 黃均瑜先生（1998年-2013年，創校校長）（香港教育工作者聯會原任會長，第十三屆港區全國人大代表）
- 蔡若蓮博士（2013年-2017年7月31日，第二任）（2017年8月因出任教育局副局長而辭任[7]，現任教育局局長）
- 盧曼華女士（2017年8月1日-2024年8月31日，第三任）[7]
- 梁健文博士（2024年9月1日起，現任校長）

## 校舍
此校為一所1995年版中學靈活式校舍，佔地面積為5,900平方米，設有26間課室連各間特別室。校舍由廣源建築承建，於1998年完工。

### 校舍圖集

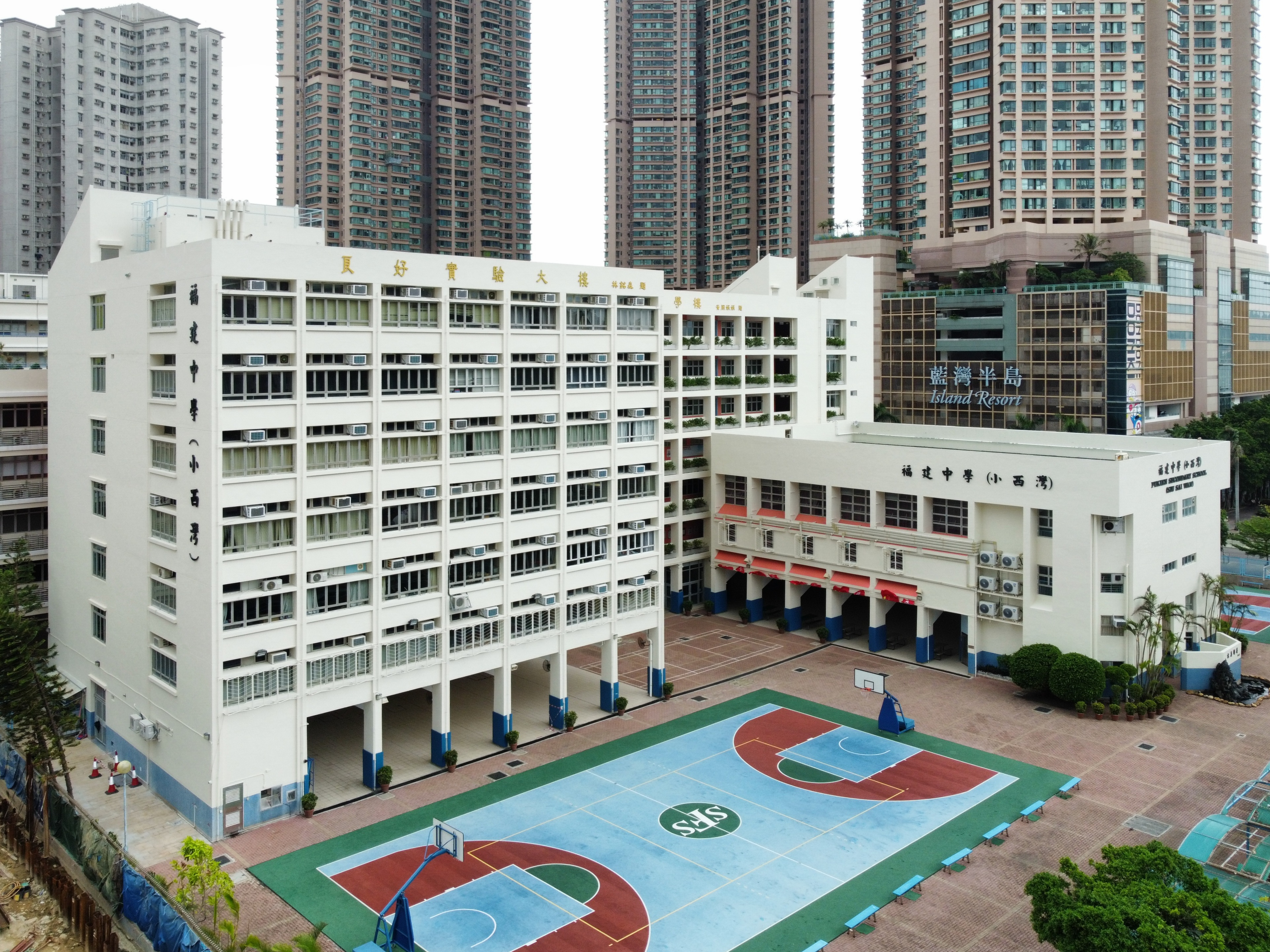
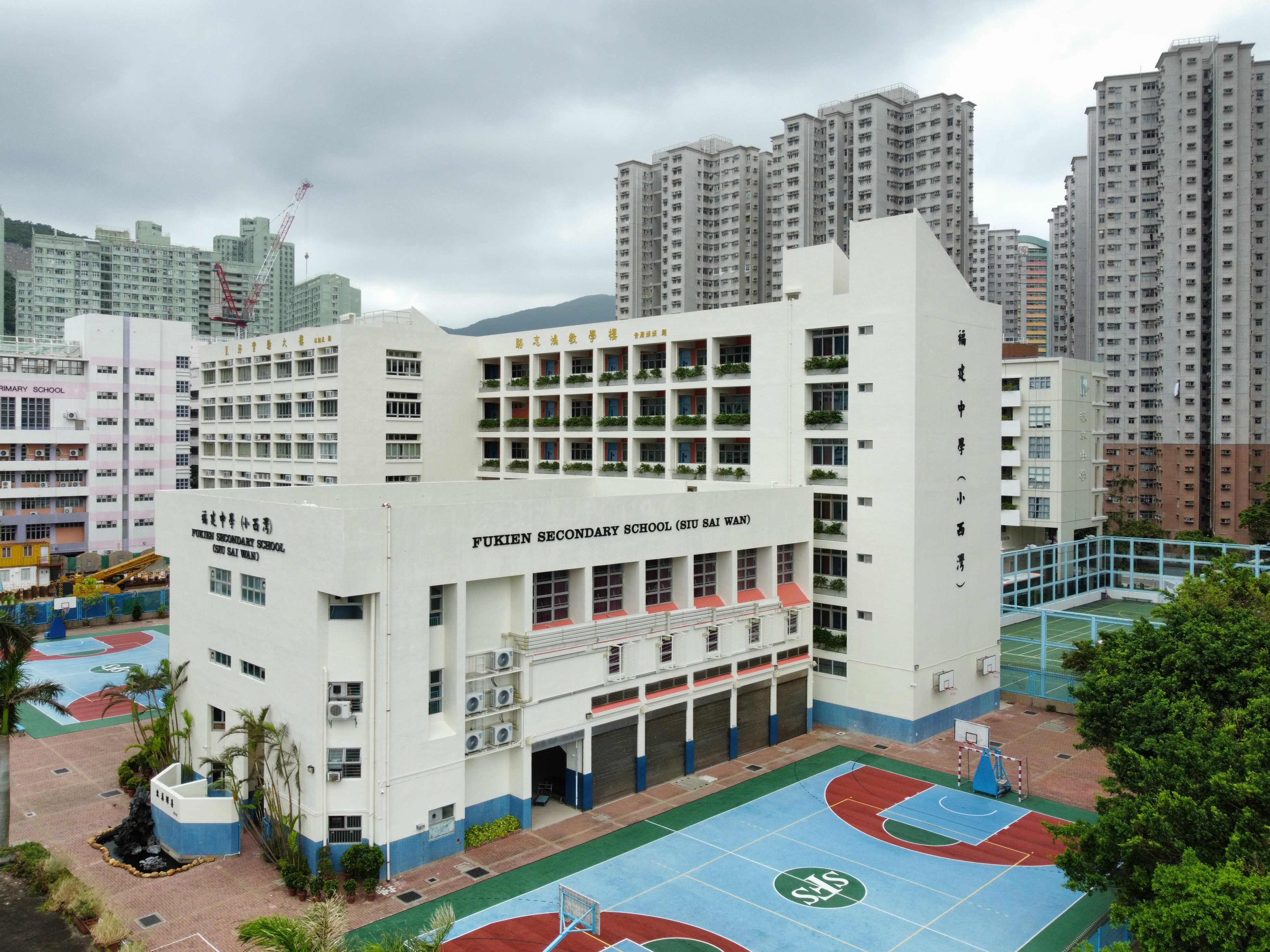
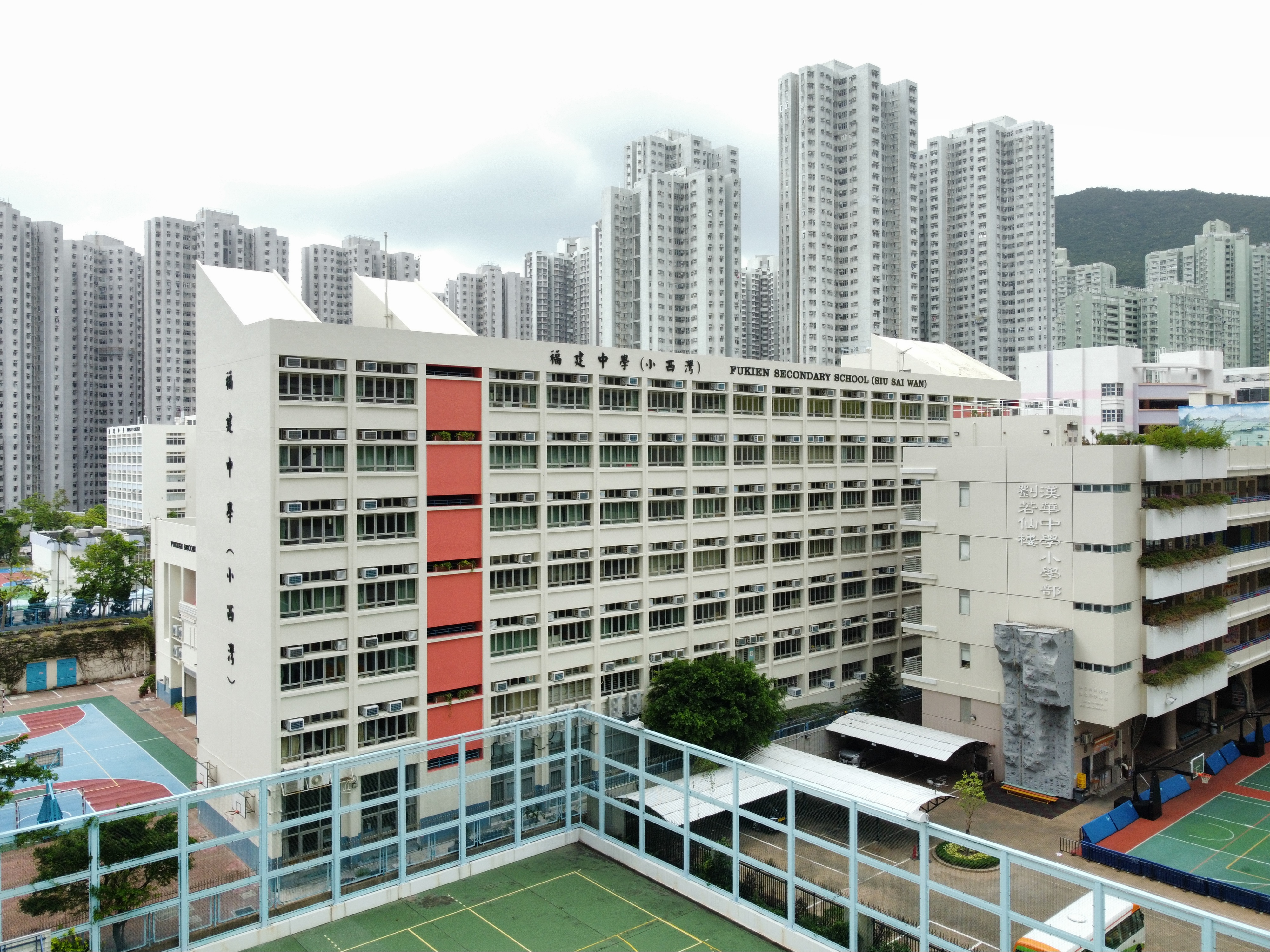

## 事件
- 1998年9月，此校連同另外四座同期建成的校舍，被指在未竣工情況下便進行交付，當中此校交付時籃球場仍未完工，而且泵房內尚未安裝消防泵[9]。
- 2020年5月28日，此校一名中三女生在體育課期間突然暈倒，隨後被送院救治[10]。

## 人物

### 校友
- 植潔鈴（2008年中七畢業）：前東區區議會佳曉選區區議員[11]
- 吳思佳（2012年中六畢業）：香港女歌手、香港女子組合As One成員
- 陳凱榮（2014年中六畢業）：民建聯委員、2021-26年選委會成員，為歷來最年輕選委[12]
- 施明耀：重慶市青年聯合會委員、創新科技署科技券計劃委員[13]、善覓有限公司行政總裁[14]、福建中學（小西灣）校友會榮譽會長[15]

### 現職教師
- 洪連杉：現任東區區議會委任議員，前堡壘選區區議員，現於此校任教

## 註解
1. ↑  時稱「旅港福建商會」

## 外部連結
- 福建中學（小西灣）官方網站 （页面存档备份，存于）